# Sissy
Sissy는 소녀의 성역할을 하는 소년을 가리키는 말이다. 다음과 같은 특징을 보인다.
- 여성적인 옷을 입음
- 여성적인 놀이 등의 활동을 함
- 소년들보다 소녀들과 더 어울림

## 어원
Sissy는 여자 형제를 뜻하는 sister에서 왔다. 톰보이의 조어법과 같이 흔한 여자 이름 제인(Jane)에 소녀를 의미하는 걸(girl)을 더해 만들어진 제인걸(Janegirl)이 시시와 동의어로 드물게 쓰인다.

## 같이 보기
- 부치와 펨
- 활동적 여성화
- 성 차별
- 톰보이
- 트랜스포비아